# Natürlich die Autofahrer
Natürlich die Autofahrer je název západoněmeckého filmu z roku 1959. Jedná se o komedii a natočil ji Erich Engels. V hlavní roli zazářila hvězda německého filmu Heinz Erhardt, který s chutí ztvárnil postavu přísného dopravního strážníka, jenž je v civilu docela příjemným chlapíkem.
Snímek je černobílý, trvá 82 minut a v SRN byl v kinech přístupný divákům starším pěti let.